# موت ظاهري

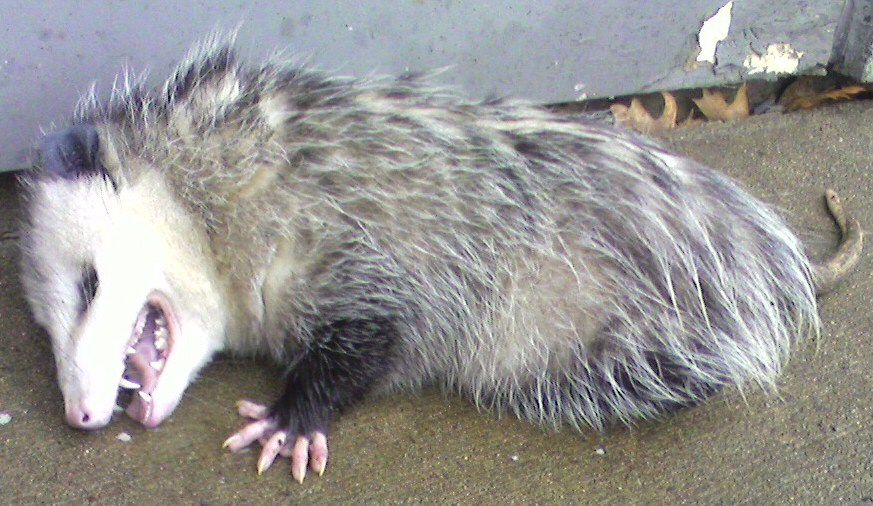
حيوان الأبسوم يتظاهر بالموت

الموت الظاهري أو التماوت (بالإنجليزية: Apparent Death)‏، هو أحد الأساليب الخداعية للدفاع عن النفس وتفادي المخاطر التي تلجأ إليها الحيوانات عند شعور بالخطر، حيث تقبع ساكنة عند سماعها أي صوت فيصعب اكتشافها.
الحشرات أيضاً تمارس أيضا تلك الأساليب حيث أن معظمها له القدرة علي السكون بلا حراك ما يقارب الساعة عند شعوره بالخطر.

## من الحيوانات التي تلجأ لتلك الحيلة
الابوسوم: حيث يتظاهر الابوسوم بالموت عند استشعار الخطر فيستلقي مسترخيًا على جانبه مغمضًا عينيه ومدليًا لسانه ولا يقوم بأي حركة وهو يتقن هذا التظاهر.
ويعتبر حيوان الأبوسوم هو الأشهر في تلك الحيلة؛ حيث يخرج من فمه لعابًا، إلى جانب سائل مخضر يخرج من غدة موجودة بالقرب من فتحة الإخراج ذو رائحة كريهة فينفر منه أي حيوان ضاري.
عنكبوت الشباك الحاضنة: يقدم ذكر العنكبوت هدية عبارة عن حشرة تم اصطيادها عن طريق شباكه إلى الأنثى، فإذا قامت الأنثى بالتهامها علم الذكر أنها علامة القبول للتزاوج وإذا رفضت التهامها هم ذكر العنكبوت بافتعال الموت خوفا من انقضاض الانثى عليه والتهامه
خنفساء سلفيد: تتغذى هذة الخنفساء على يرقات النمل الأصفر وعندما تريد أن تدخل إلى جحور النمل يلجأ النمل الى غلق مدخل الجحر فتقوم تلك الخنفساء بحيلة ماكرة وتتظاهر بالموت، فينخدع النمل ويقوم بإدخالها إلى جحرة ليتغذى عليها فإذا بها تعود لنشاطها وتبدأ في التهام يرقات النمل الأصفر.
الخنفساء الزرقاء: تعيش هذه الخنفساء في المناطق الجنوبية الغربية من الولايات المتحدة، وهي تتظاهر بالموت للدفاع عن النفس وتفادي المخاطر.
سمكة سكليد: تتظاهر سمكة سكليد بالموت لخداع الفريسة
افعى أنف الخنزير: هي افعى غير سامة لذا كان عليها البحث عن أساليب دفاع وهذه الطريقة هي أحد الأساليب التي تفنن فيها لتلافي الخطر الموجود.
الثعلب: الثعلب حيوانٌ ماكر بارع في الخداع ليتمكن من صيد فرائسة وتلك الحيلة من الحيل التي يتخذها لخداع الحيوانات التي يرمي عليها شباكه ليقوم باصطيادها فيمثل الموت بلا حراك حتى تطمئن الفريسة وما إن تقوم بالاقتراب منه حتى يهم بالهجوم عليها فلا تجد مجالا للهرب.
النمل الناري: نمل ناري عند حدوث المشاجرات بين جماعة النمل يقتل النمل الكبير النمل الأصغر سنا يتظاهر النمل الصغير بالموت لتفادي القتل.